# Jiří Poděbradský
Jiří Poděbradský (* 9. září 1982 v Nové Pace) je český fotbalový obránce, od roku 2020 působící v FK Jaroměř.

## Klubová kariéra
Svoji fotbalovou kariéru začal v Nové Pace, odkud v roce 2004 přestoupil do Hradce Králové, později zároveň hostoval v Týništi nad Orlicí a Baníku Sokolov. Jedná se o neúnavného bojovníka, který může hrát na levé i pravé straně buď v obraně, nebo v záloze. Vyniká rychlostí a přes svůj nevelký vzrůst je výborným hlavičkářem. V druholigové sezoně 2013/14 postoupil s Hradcem Králové do nejvyšší soutěže. V červenci 2014 v mužstvu skončil a zamířil do Sokolu Živanice.